# Jack Albertson
Pour les articles homonymes, voir Albertson.
Jack Albertson est un acteur américain, né le 16 juin 1907 à Malden (Massachusetts) et mort le 25 novembre 1981 à Hollywood Hills (Californie).

## Filmographie

### Au cinéma
- 1947 : Miracle de la 34e rue (Miracle on 34th Street) de George Seaton : Post Office mail sorter next to Lou
- 1954 : Top Banana (en) d'Alfred E. Green : Vic Davis
- 1955 : Bring Your Smile Along de Blake Edwards : Jenson
- 1956 : Over-Exposed de Lewis Seiler : Les Bauer
- 1956 : Plus dure sera la chute (The Harder They Fall) de Mark Robson : Pop
- 1956 : Tu seras un homme, mon fils (The Eddy Duchin Story) de George Sidney : Piano tuner
- 1956 : L'Extravagante Héritière (You Can't Run Away from It) de Dick Powell : Third proprietor
- 1956 : L'Enquête de l'inspecteur Graham (The Unguarded Moment) de Harry Keller : Prof
- 1957 : Monkey on My Back de Edward Small : Sam Pian
- 1957 : L'Homme aux mille visages (Man of a Thousand Faces) de Joseph Pevney : Dr. J. Wilson Shields
- 1957 : Prenez garde à la flotte (Don't Go Near the Water) de  : Rep. George Jansen
- 1958 : Le Chouchou du professeur (Teacher's Pet) de George Seaton : Guide
- 1959 : Never Steal Anything Small (en) de Charles Lederer : Sleep-Out Charlie
- 1959 : Quelle vie de chien ! (The Shaggy Dog) de Charles Barton : Reporter
- 1961 : The George Raft Story de Joseph M. Newman : Milton
- 1961 : Un pyjama pour deux (Lover Come Back) de Delbert Mann : Fred
- 1962 : Convicts 4 de Millard Kaufman : Art Teacher
- 1962 : L'École des jeunes mariés (Period of Adjustment) de George Roy Hill : Desk Sergeant
- 1962 : L'Inconnu du gang des jeux (Who's got the action ?) de Daniel Mann : Hodges
- 1962 : Le Jour du vin et des roses (Days of Wine and Roses) de Blake Edwards : Trayner
- 1963 : Après lui, le déluge (Son of Flubber) de Robert Stevenson : Mr. Barley
- 1964 : Salut, les cousins (Kissin' Cousins) de Gene Nelson : Capt. Robert Jason Salbo
- 1964 : Les Pas du tigre (A Tiger Walks) de Norman Tokar : Sam Grant
- 1964 : Jerry souffre-douleur (The Patsy) de Jerry Lewis : Theatergoer with Helen
- 1964 : L'Homme à tout faire (Roustabout) de John Rich : Lou (tea house manager)
- 1965 : Comment tuer votre femme (How to Murder Your Wife) de Richard Quine : Dr. Bentley
- 1967 : Une sacrée fripouille (The Flim-Flam Man) d'Irvin Kershner : Mr. Packard
- 1968 : How to Save a Marriage (And Ruin Your Life) de  Fielder Cook : Mr. Slotkin
- 1968 : Trois Étrangers (The Subject Was Roses) d'Ulu Grosbard : John Cleary
- 1969 : Changes (en) de Hall Bartlett : The Father
- 1969 : Justine de George Cukor : Cohen
- 1970 : Squeeze a Flower de Marc Daniels : Alfredo Brazzi
- 1970 : Rabbit, Run (en) de Jack Smight : Marty Tothero
- 1971 : Charlie et la Chocolaterie (Willy Wonka & the Chocolate Factory) de Mel Stuart : Grandpa Joe
- 1971 : The Late Liz : Rev. Gordon Rogers
- 1972 : Pickup on 101 (en) de John Florea : Hobo
- 1972 : L'Aventure du Poseidon (The Poseidon Adventure) de Ronald Neame : Manny Rosen
- 1981 : Réincarnations (Dead & Buried) de Gary Sherman : William G. Dobbs
- 1981 : Rox et Rouky (The Fox and the Hound) : Hunter (Amos Slade) (voix)

### À la télévision
- 1957 : Monsieur et Madame détective (The Thin Man) (série télévisée) : Lt. Harry Evans (1958-1959)
- 1960 : The Slowest Gun in the West : Carl Dexter
- 1962 : Cette sacrée famille (en) (Room for One More) (série télévisée) : Walter Burton
- 1962 : Ensign O'Toole (série télévisée) : Lt. Cmdr. Virgil Stoner
- 1969 : The Monk (en) (téléfilm) : Tinker
- 1969 : CBS Playhouse: Sadbird
- 1969 : Le Virginien saison 7 épisode 24 (The girl in the shadows) : Doc Watson
- 1970 : Le Virginien saison 9 épisode 04 (With love, bullets and valentines) : Bill "Moose" Valentine
- 1970 : A Clear and Present Danger : Dr. Chanute
- 1971 : Once Upon a Dead Man : Chief Andy Yeakel
- 1971 : Congratulations, It's a Boy! : Al Gaines
- 1971 : Lock, Stock and Barrel : Brucker
- 1971 : Dr. Simon Locke (série télévisée) : Dr. Andrew Sellers (1971-1972)
- 1974 : Chico and the Man (en) (série télévisée) : Ed Brown (1974-1978)
- 1978 : The Comedy Company (en) : Barney Bailey
- 1978 : Grandpa Goes to Washington (en) (série télévisée) : Sen. Joe Kelley
- 1979 : Valentine : Pete Ferguson
- 1980 : Marriage Is Alive and Well : Manny Wax
- 1980 : Uptown: A Tribute to the Apollo Theatre : Frank Schiffman
- 1981 : Charlie and the Great Balloon Chase : Charlie Bartlett
- 1982 : My Body, My Child : Poppa MacMahon
- 1982 : Le Trésor d'Al Capone (Terror at Alcatraz) : George 'Deacon' Wheeler
- 1983 : Grandpa, Will You Run with Me?

## Théâtre
- 1964 : The Subject Was Roses, de Frank D. Gilroy

## Distinctions
- Tony Award for Best Featured Actor in a Play en 1965, pour The Subject Was Roses, de Frank D. Gilroy
- Oscar du meilleur acteur dans un second rôle en 1968 pour Trois Étrangers (The Subject Was Roses).
- Emmy Award du meilleur acteur dans une série d'humour en 1976 pour Chico and The Man.